# Herpetopoma larochei
Herpetopoma larochei is een slakkensoort uit de familie van de Chilodontaidae. De wetenschappelijke naam van de soort is voor het eerst geldig gepubliceerd in 1926 door Powell.